# 애덤 데이비스
애덤 리스 데이비스(영어: Adam Rhys Davies, 1992년 7월 17일 ~ )는 웨일스의 축구 선수로 현재 잉글랜드 EFL 챔피언십의 셰필드 유나이티드에서 골키퍼로 활동 중이다.